# Babbla med Babsan
Babbla med Babsan sändes för första gången i Z-TV  1992. Programledare var Babsan (Lars Åke Wilhelmson), miljön var glittrig och kitchig. 
I två år ledde Babsan programmet med tittare som fick ringa in i direktsändning och med kända gäster (som hon oftast fick fixa dit själv). Där blev det från maj 1993 till mars 1994 tre serier med 8 program i varje. Studion byggdes ut och fåtöljen ersattes med en soffa för tre gäster. Babsan jämfördes med Alice Timander och fick 1996 Radio Stockholms Glamourpris.